# 13283 Dahart
13283 Dahart este un asteroid din centura principală de asteroizi.

## Descriere
13283 Dahart este un asteroid din centura principală de asteroizi. A fost descoperit pe 17 august 1998 la Socorro, New Mexico, în cadrul proiectului LINEAR. Asteroidul prezintă o orbită caracterizată de o semiaxă mare de 2,40 ua, o excentricitate de 0,19 și o înclinație de 0,4° în raport cu ecliptica.